# Доверительный маркетинг
Доверительный маркетинг — термин, употребляемый в интернет-маркетинге, когда у потенциальных клиентов спрашивают разрешения, прежде чем представить им рекламу. Доверительный маркетинг используют некоторые из участников рынка, продающие по е-mail, интернет или телефону. Для того, чтобы клиент получал рекламу, ему необходимо сначала на неё «подписаться».
Маркетологи постепенно приходят к осознанию, что такой подход способствует более эффективному использованию их ресурсов: ведь рекламу получают только те люди, которые хотели бы её видеть. Это одна из техник, используемых маркетологами с личностной концепцией маркетинга, когда упор делается не на обобщенные понятия «сегмент рынка» и «целевая аудитория», а на отдельного — конкретного — покупателя.
В Великобритании подписка на рекламу является обязательной согласно The Privacy and Electronic Communications (EC Directive) Regulations 2003, вступивших в силу 11 декабря 2003 г.
Считается, что доверительный маркетинг был придуман Сетом Годином, гуру интернет-маркетинга начала XXI столетия. Ключевым моментом доверительного маркетинга является то, что вы, в сущности, покупаете чье-то время и привлекаете чье-то внимание, что можно назвать как «Экономия 90 секунд».

## История
Традиционные методы маркетинга часто вращаются вокруг идеи прерывания - будь то телевизионная реклама, которая врезается в телешоу, или всплывающее окно в Интернете, которое мешает просмотру веб-сайта. По словам Сета Година, такие методы (часто называемые «маркетингом прерываний») стали менее эффективными в современном мире, где потребители перегружены информацией. 
Прерывистый маркетинг - это, по сути, соревнование, привлекающее внимание людей. В современном мире массового маркетинга люди перегружены рекламой, которая  занимает их ограниченное время и внимание. Статистика утверждает, что средний пользователь вступает в контакт с 1 миллионом рекламных объявлений в год - или почти с 3000 в день. В случае переполнения перерывов, неизбежная реакция людей - игнорировать их, отключать  и отказываться отвечать на них. Такие традиционные методы маркетинга являются более сложными и дорогостоящими для достижения того же результата. 
В 1999 году Годин заметил, что успешные маркетинговые кампании требовали согласия клиента. Исходя из таких наблюдений, Годин считал, что маркетинговые стратегии должны основываться на следующих элементах:  
- Ожидаемый: люди будут ожидать информацию об услуге / продукте от компании.

- Персональный: маркетинговая информация явно относится к клиенту.

- Соответствующий: маркетинговая информация - это то, что интересует потребителя[2].

Эти элементы были объединены, чтобы определить маркетинг разрешений, впервые опубликованный в книге Година «Разрешительный маркетинг: как из незнакомца сделать друга и превратить его в покупателя», опубликованной 6 мая 1999 года.
После того, как в 1999 году впервые был представлен маркетинг разрешений, он вдохновил большое количество фирм и компаний на создание основанных на разрешении маркетинговых агентств, кампаний и платформ. Это также повлияло на развитие социальных сетей, в которых широко используются методы маркетинга разрешений; «дружелюбность», «симпатия» и «следование» тесно связаны с идеей доверительного маркетинга.

## Преимущества
Маркетинг разрешений позволяет потребителям выбирать, следует ли подвергать их маркетингу [сомнительно - обсудить]. Этот выбор может привести к лучшему участию. Например, потребители с большей вероятностью откроют маркетинговое сообщение по электронной почте, если они «включат двойную подписку» по сравнению с обычной «единственной подпиской». Ориентируясь на добровольцев, маркетинг разрешений повышает вероятность того, что потребители будут уделять больше внимания маркетинговым сообщениям. Маркетинг разрешений, таким образом, побуждает потребителей участвовать в длительной, совместной маркетинговой кампании.
- Экономическая эффективность. В маркетинге разрешений используются недорогие онлайн-инструменты - социальные сети, поисковая оптимизация, электронная почта и т.д. Кроме того, благодаря маркетингу только тех потребителей, которые проявили интерес, компании могут снизить свои маркетинговые затраты.

- Высокий коэффициент конверсии. Поскольку целевой аудиторией являются те, кто проявил интерес к продукту. Легче конвертировать потенциальных клиентов в продажи.

- Персонализация: маркетинг разрешений позволяет компаниям проводить персонализированные кампании; это позволяет им ориентироваться на определенную аудиторию в соответствии с их возрастом, полом, географическим положением и т.д.

- Долгосрочные отношения с клиентом. Благодаря использованию социальных сетей и электронной почты компании могут взаимодействовать и строить долгосрочные отношения с клиентами.

- Маркетинговая репутация. Маркетинг разрешений отправляет информацию только тем, кто ожидает ее. Таким образом, потенциальные клиенты, которые получают информацию, чувствуют меньший дискомфорт[9].

## Уровни
Есть 5 уровней разрешения в маркетинге разрешений. Эти «уровни» измеряют степень разрешения, которую потребитель дал конкретному бизнесу. На каждом последующем уровне структуры разрешений бизнес достигает более эффективного состояния с уменьшением затрат на маркетинг. Таким образом, предприятия обычно стремятся достичь уровня «внутривенного разрешения». Тем не менее, 5 уровней разрешений не должны рассматриваться как необходимый последовательный процесс, поскольку более одного уровня может применяться одновременно в зависимости от характера бизнеса. 
- Ситуационное разрешение. Перспектива позволяет бизнесу вступать в контакт, предоставляя свою личную информацию.

- Доверие к бренду. Перспектива позволяет бизнесу продолжать удовлетворять свои потребности.

- Личные отношения. Разрешение потенциального клиента предоставляется на основании его личных отношений с кем-либо из организации-поставщика.

- Разрешение по пунктам: на данном этапе клиент соглашается получать товары или услуги и разрешает бизнесу собирать свои личные данные. Обычно это происходит потому, что ему предоставляются стимулы, такие как обменные баллы или возможность заработать приз.

- Внутривенное разрешение: поставщик теперь взял на себя функцию поставки для определенного товара или услуги; клиент полностью зависит от бизнеса.

## Примеры
Facebook является ярким примером - будет ли он размещать, делиться или распространять рекламу, маркетолог должен будет отправить запрос на добавление в друзья (или разрешение) потенциальным клиентам. 
Письмо о подписке является примером маркетинга разрешений, когда пользователи Интернета запрашивают информацию об определенном продукте или услуге. Сторонники маркетинга разрешений утверждают, что он эффективен, поскольку потенциальный клиент будет более заинтересован в информации, которая была запрошена заранее. Это также более рентабельно по сравнению с традиционными маркетинговыми методами, поскольку предприятиям нужно только ориентироваться на потребителей, которые проявили интерес к их продукту. 
Huffington Post - американский онлайн-агрегатор новостей и блог, который предлагает оригинальный контент, включая политику, бизнес, развлечения, окружающую среду, технологии и прочее. У Huffington Post есть четкий подход, основанный на маркетинге разрешений: читатели должны будут зарегистрироваться на сайте, используя свои социальные сети (такие как Facebook, Twitter и т.д.). Регистрация подразумевает, что читатели дали разрешение Huffington Post отправлять им маркетинговую информацию, такую как информационные посты. 
YouTube - это веб-сайт для обмена видео, который позволяет пользователям загружать, просматривать и обмениваться видео. Многие фирмы используют YouTube как часть своей маркетинговой стратегии в социальных сетях для продвижения своих продуктов и услуг. Фирмы специально используют функцию «подписки» для установления отношений с клиентами на основе разрешений. Подписка подразумевает, что зрители разрешили бизнесу продавать их с обновленной информацией, кампаниями и т.д.
Sundance Vacations - это туристическая компания, которая позволяет клиентам покупать отдых оптом. Компания использует метод маркетинга разрешений, посещая спортивные мероприятия, шоу и многое другое и заставляя людей подписаться на победу в своих ежегодных лотереях. Заполненные формы заявки содержат соглашение, в котором говорится, что компании разрешено связываться с лицом, заполняющим форму, способами, предоставленными участником. Подпись потенциального клиента считается формой согласия на контакт с ними, что позволяет компании затем отправлять заявки на электронную почту и звонить на рынок.  